# Bulbophyllum tenompokense
Bulbophyllum tenompokense là một loài phong lan thuộc chi Bulbophyllum.